# 25472 Joanoro
25472 Joanoro este un asteroid din centura principală de asteroizi.

## Descriere
25472 Joanoro este un asteroid din centura principală de asteroizi. A fost descoperit pe 6 decembrie 1999 la Ametlla de Mar de Jaume Nomen Torres. Asteroidul prezintă o orbită caracterizată de o semiaxă mare de 2,59 ua, o excentricitate de 0,11 și o înclinație de 12,0° în raport cu ecliptica.